# Тячів (станція)
Тячів — проміжна залізнична станція 5 класу Ужгородської дирекції Львівської залізниці, розташована у м. Тячів Тячівського району Закарпатської області.
Розташована на лінії Батьово — Солотвино І між станціями Буштина (8 км) та Тересва (9 км).

## Історія
Станцію було відкрито 19 листопада 1872 року у складі залізниці Буштино — Сигіт. До початку 1990-х років у офіційних документах вживався дещо інший варіант назви — Тячево.
На станції здійснюють зупинку приміські потяги та потяги далекого сполучення.